# Szebáld
A Szebáld germán eredetű férfinév, jelentése: győzelem + merész.

## Gyakorisága
Az 1990-es években szórványos név, a 2000-es években nem szerepel a 100 leggyakoribb férfinév között.

## Névnapok
- augusztus 19.[2]